# Краснапољски рејон
Краснапољски рејон (блр. Краснапольскі раён; рус. Краснопо́льский райо́н) је административна јединица другог нивоа у југоисточном делу Могиљовске области у Републици Белорусији. 
Административни центар рејона је варошица Краснапоље.

## Географија
Краснапољски рејон обухвата територију површине 1.223,04 km² и на 16. је месту по величини у Могиљовској области. На западу, истоку и северу ограничен је са 4 друга рејона Могиљовске области (Славгарадски, Черикавски, Климавички и Касцјуковички) док је на југу Гомељска област. 
Рејон се налази у географским областима Оршанско-могиљовске и Чечорске равнице, на просторима просечних надморских висина између 160 и 170 m (максимална надморска висина је 192 м). 
Клима је континентална, са јануарским просеком од -7,6°C, јулским 18,2°C. Просечна годишња сума падавина је око 540 mm. Најважнији водоток је река Бесед са својим притокама. 
У вегетационом смислу рејоном доминирају листопадне шуме које захватају нешто преко 50% укупне територије, док је око 4,4% територије под мочварама. Обрађује се око 40% земљишта.

## Историја
Рејон је основан 17. јула 1924. године и у доба оснивања био је део Калининског округа. У саставу Могиљовске области је од 1938. године.

## Демографија
Према резултатима пописа из 2009. на том подручју стално је било насељено 11.221 становника или у просеку 9,17 ст/км².
Основу популације чине Белоруси (96,02%), Руси (2,96%) и остали (1,02%).
Административно рејон је подељен на подручје варошице Краснапоље, која је уједно и административни центар рејона, и на још 5 сеоских општина. На целој територији рејона постоји укупно 102 насељена места.